# Darcy
Darcy är en indiepopgrupp från Skellefteå i Västerbotten, bildad 1998.  Det råder delade meningar om hur gruppens namn uppkommit, men det kan ha lånats från den kanadensiske hockeyspelaren Darcy Tucker.. Andra källor hävdar att namnet Darcy kommer från Al Bundys granne i TV-serien Våra värsta år.[källa behövs]

## Historik
Bandet bildades 1998 i Skellefteå när sångerskan Saga Eserstam gick med. Innan dess hade man spelat covers i olika konstellationer i några år. Darcy debuterade för en större publik på Trästockfestivalen 1998. Senare samma år vann de en musiktävling, där priset var att få spela in en skiva. Det blev debuten “Mobile Minds”.
Gruppen har haft radioframgångar med låtarna "Perfect" (singel), "How about me" och "False alarm" (från fullängdaren Bon), samt även fått sina musikvideor spelade på ZTV och MTV Up North!.
Gruppen har släppt alla skivor på det lokala skivbolaget A West Side Fabrication och låtit Kjell Nästén producera. Sedan Bon har det varit tyst om bandet tills 2008, men den senaste singeln sägs vara ett steg mot en "kommande egenproducerad fullängdare".

## Medlemmar
- Saga Eserstam (sång)
- Hans Ericsson (gitarr)
- Nils Agnarsson (gitarr, piano)
- Rikard Larsson (basgitarr)
- Stefan Gellin (trummor)

Övriga medverkande har varit Mattias Kågström (trumpet och pinao på "Bon"), Anders Pettersson (piano och pedal steel guitar på "Bon"), Niklas Viklund ("Bon"), Benjamin Åkerlund (gitarr och munspel på "Bon"), Christian Gellin och Pär Öhlin.

## Diskografi

### Album
- 1999 - Mobile Minds (CD-EP, Speech)
- 2003 - Bon (Speech)

### Singlar
- 2000 - Perfect (Speech)
- 2001 - How About Me (Speech)
- 2002 - The Trick (Speech)
- 2008 - I'm the one (Speech)
- 2009 - Worried girl (AWSF)